# American Alliance of Museums
Pour les articles homonymes, voir AAM.
L'American Alliance of Museums (AAM) est un organisme à but non lucratif fondé en 1906 sous le nom d'American Association of Museums, et réunissant les musées américains. Elle aide, notamment, à développer des règles et pratiques, à réunir et partager des connaissances et à débattre d'enjeux concernant les institutions muséales.
L'AAM est la seule association représentant l'ensemble des musées ainsi que le personnel professionnel et bénévole y travaillant. Elle compte environ 15 000 membres répartis dans environ 3 000 institutions telles les musées d'art, d'histoire, de science, du domaine militaire, maritime, ainsi que des aquariums publics, des zoos, jardins botaniques, arboretums, sites historiques et des centres de science et technologie. Elle compte également environ 300 membres corporatifs.
Son siège social est situé à Washington, dans le bâtiment de la Smithsonian Institution.

## Histoire
- 1906 : fondation
- 1911 : publication de l'annuaire des musées américains du nord et du sud
- 1923 : établissement du siège social à Washington
- 1925 : adoption d'un code d'éthique des employés de musées
- 1961 : publication d'un nouvel annuaire recensant 4 600 institutions
- 1964 : inclusion des musées dans le National Arts and Cultural Development Act[1]
- 1966 : adoption du National Museum Act[2]
- 1976 : adoption d'une nouvelle constitution
- 2003 : mise en ligne d'un portail de recherche d’œuvres spoliées : NEPIP (Nazi Era Provenance Internet Portal)[3],[4]
- 2009 : adoption du plan stratégique The SPARK![5]
- 2012 : l'American Association of Museums devient American Alliance of Museums[6].

## Administration

### Présidents/responsables
- Hermon Carey Bumpus (1906–1907), directeur du Muséum américain d'histoire naturelle
- William M.R. French (1907–1908)
- Holland (en) (1908–1909)
- Frederick A. Lucas (1909–1910)
- Frederick J.V. Skiff (1910–1911)
- Edward S. Morse (1911–1912)
- Henry L. Ward (1912–1913)
- Benjamin Ives Gilman (1913–1914)
- Oliver C. Farrington (1914–1916)
- Henry Howland (1916–1918)
- Newton H. Carpenter (1918–1919)
- Paul M. Rea (1919–1921)
- Frederic Allen Whiting (1921–1923)
- Chauncey J. Hamlin (1923–1929)
- Fiske Kimball (1929–1932)
- Paul J. Sachs (1932–1936)
- Herbert E. Winlock (1936–1938)
- Clark Wissler (1938–1945)
- David E. Finley (1945–1949)
- George H. Edgell (1949–1951)
- Albert E. Parr (1951–1953)
- William Milliken (1953–1957)
- Edward P. Alexander (1957–1960)
- Froelich G. Rainey (1960–1963)
- Charles Van Ravenswaay (1963–1966)
- Charles Parkhurst (1966–1968)
- William C. Steere (1968–1970)
- James M. Brown III (1970–1972)
- Charles E. Buckley (1972–1974)
- Joseph M. Chamberlain (1974–1975)
- Joseph Veach Noble (1975–1978), directeur du musée de la ville de New York
- M. Kenneth Starr (1978–1980), directeur du Milwaukee Public Museum (en)
- Craig C. Black, directeur du Carnegie Museum of Natural History
- Dan Monroe, directeur du Portland Art Museum
- Robert MacDonald (1985–1988), directeur du musée de la ville de New York
- W. Richard West (1998–2000), directeur du National Museum of the American Indian
- Louis Casagrande (2002–2004), directeur du Boston Children's Museum
- Jeffrey Rudolph (2004–2006), directeur du California Science Center
- Irene Hirano (2006–2008), directeur du Japanese American National Museum (en)
- Carl R. Nold (2008–2010), directeur du Historic New England (en)
- Douglas G. Myers (2010-2012), directeur San Diego Zoo Global (en)
- Meme Omogbai (2012-2014), directeur Newark Museum
- Kaywin Feldman (2014-2016), directeur Minneapolis Institute of Art

### Directeurs/présidents
- Charles R. Richards (1923–1927), directeur de la Cooper Union
- Laurence Vail Coleman (1927–1958)
- Joseph Allen Patterson (1958–1967)
- Kyran M. McGrath (1968–1975)
- Richard McLanathan (1975–1978)
- Lawrence L. Reger (1978–1986)
- Edward H. Able (1986–2006)
- Ford W. Bell (2007-2015)
- Laura L. Lott (depuis 2015)